# James E. Harris
James Eastman Harris (* 27. Mai 1840 im Licking County, Ohio; † 2. September 1923 im San Bernardino County, Kalifornien) war ein US-amerikanischer Politiker. Zwischen 1897 und 1899 war er Vizegouverneur des Bundesstaates Nebraska.

## Werdegang
Im Alter von 16 Jahren begann James Harris in Ohio als Lehrer zu unterrichten. Im Herbst 1860 schrieb er sich am Bethany College in Virginia ein. Sein Studium wurde aber durch den Bürgerkrieg beendet. Später absolvierte er das Eureka College in Illinois. Ab 1866 war er auch als Geistlicher tätig. Außerdem setzte er seine Laufbahn im Schuldienst fort. Neun Jahre lang leitete er die Utica Normal Training School for Teachers in Ohio. Ab 1885 lebte er in Nebraska. In der dortigen Stadt Auburn war er ebenfalls als Pastor tätig. Politisch war er Mitglied der Populist Party, die damals langsam mit der Demokratischen Partei verschmolz. Im Jahr 1892 wurde er Mitglied des Senats von Nebraska.
1896 wurde Harris als gemeinsamer Kandidat der Populisten und der Demokraten an der Seite von Silas A. Holcomb zum Vizegouverneur von Nebraska gewählt. Dieses Amt bekleidete er zwischen 1897 und 1899. Dabei war er Stellvertreter des Gouverneurs und formaler Vorsitzender des Staatssenats. Er war auch Präsident der Lincoln Normal University. Nach seiner Zeit als Vizegouverneur ist James Harris politisch nicht mehr in Erscheinung getreten. Er starb am 2. September 1923 in Kalifornien.